# Diada de Sant Fèlix 2019
La diada castellera de Sant Fèlix del 2019 tingué lloc el dijous 30 d'agost del 2019 a la Plaça de la Vila de Vilafranca del Penedès, en el marc de la Festa Major de Vilafranca del Penedès. Les quatre colles participants van ser els Castellers de Vilafranca, la Colla Vella dels Xiquets de Valls, la Colla Joves Xiquets de Valls i la Colla Jove Xiquets de Tarragona.

## Elecció de les colles
El 8 d'abril de 2019 els administradors de la Festa Major van anunciar les colles que prendrien part en l'edició del 2019. La novetat més destacable fou que es convidava als Colla Jove Xiquets de Tarragona en substitució dels Minyons de Terrassa. Aquesta seria la quarta participació de la Colla Jove Xiquets de Tarragona a Sant Fèlix, repetint el cartell de colles que s'havia donat a l'edició de 2014.

## Resultats

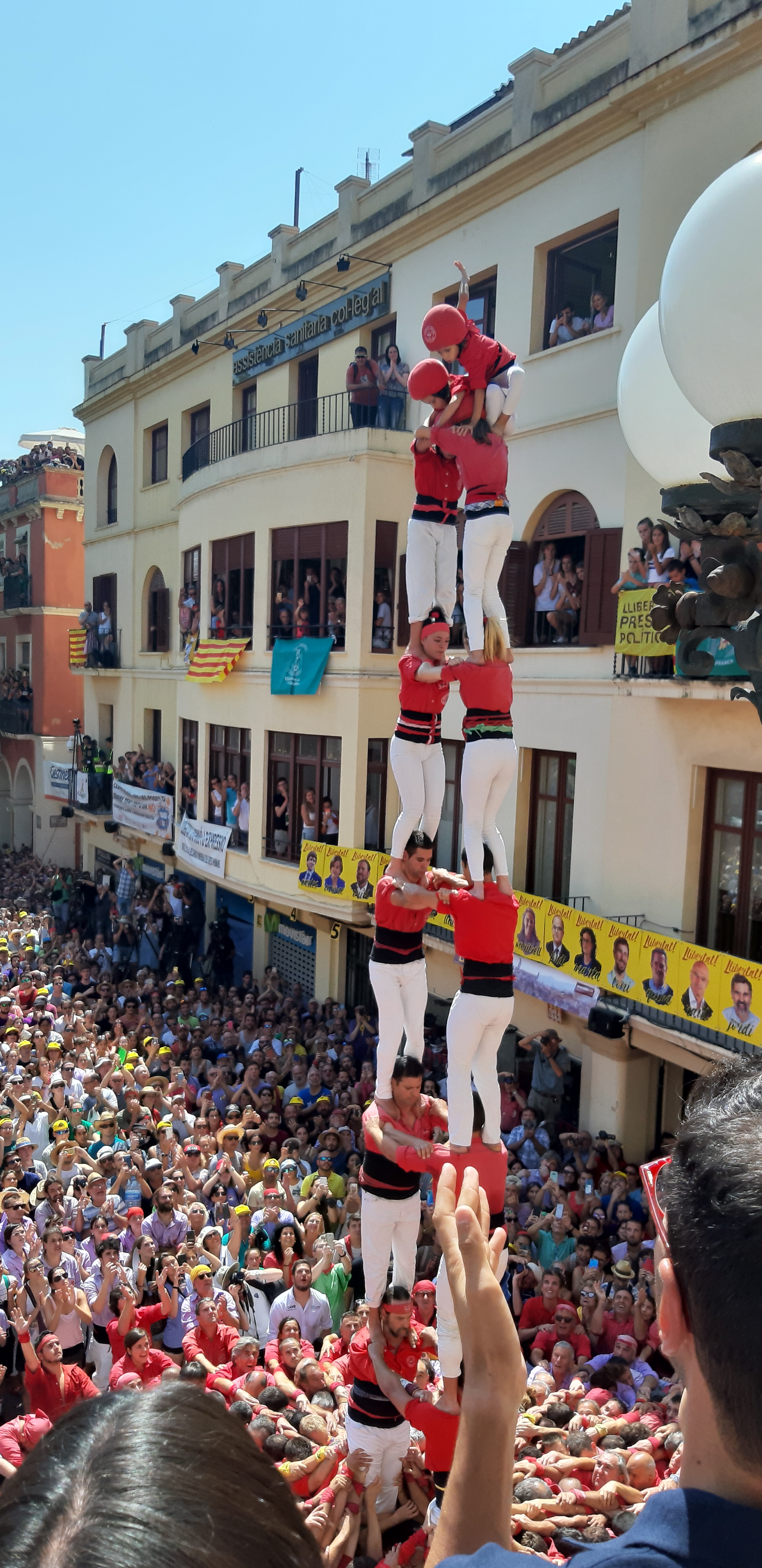
Torre de 8 sense folre descarregada per la Colla Joves Xiquets de Valls a la Diada de Sant Fèlix 2019 de la Festa Major de Vilafranca del Penedès.

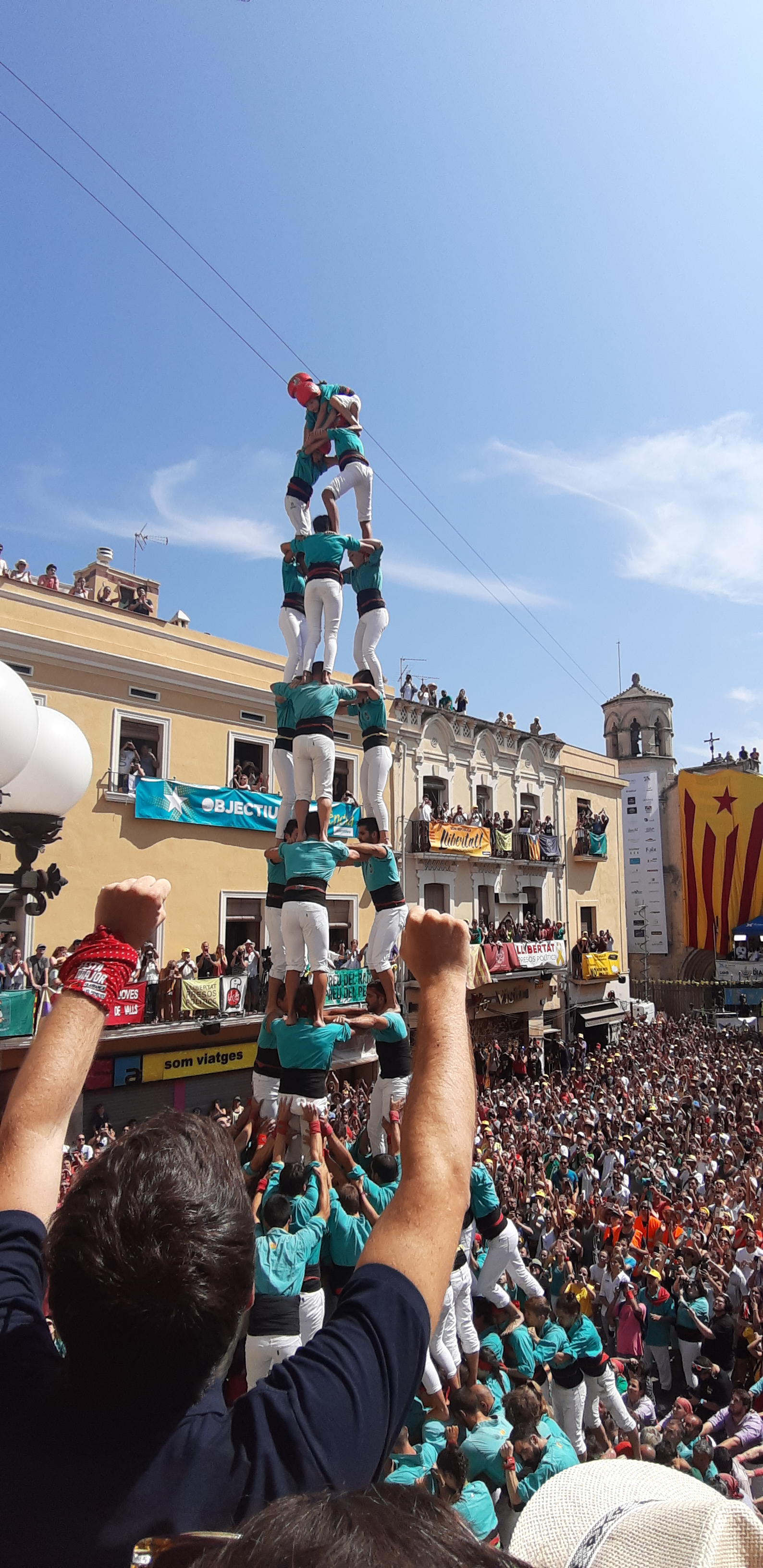
3 de 10 amb folre i manilles carregat pels Castellers de Vilafranca a la Diada de Sant Fèlix 2019 de la Festa Major de Vilafranca del Penedès.

Es van descarregar 8 castells de gamma extra i se'n van carregar 2 més.
| Resultat              |
| --------------------- |
| Descarregat (D)       |
| Carregat (C)          |
| Intent (I)            |
| Intent desmuntat (ID) |

Llegenda: f: amb folre, fm: amb folre i manilles, fa: amb folre i l'agulla o el pilar al mig, sf: sense folre
| Ordre | Colla                             | 1a ronda   | 2a ronda   | 3a ronda    | Repetició  | Repetició | Pilars de mèrit |
| ----- | --------------------------------- | ---------- | ---------- | ----------- | ---------- | --------- | --------------- |
| 1a    | Colla Jove Xiquets de Tarragona   | 4d9fa (i)  | 9d8        | 3d10fm (id) | 3d9f       | 4d9f      | P8fm            |
| 2a    | Colla Vella dels Xiquets de Valls | 4d9sf (c)  | 2d8sf      | 5d9f (id)   | 5d9f       | —         | P6              |
| 3a    | Colla Joves Xiquets de Valls      | 2d8sf      | 3d9sf (id) | 3d9sf (i)   | 3d9f (id)  | 3d9f (id) | —               |
| 4a    | Castellers de Vilafranca          | 3d10fm (c) | 3d9fa (id) | 3d9fa       | 4d9sf (id) | 2d9fm     | Pd8fm           |

### Per castell
La següent taula mostra l'estadística dels castells que es van intentar a la diada. Els pilars de mèrit (Pilar de 6 o superior) també estan computats en aquesta taula. Els castells apareixen ordenats, de major a menor dificultat, segons la Taula de Puntuació del XXVIII Concurs de Castells de Tarragona.
| Castell                         | Descarregat | Carregat | Intent | Intent desmuntat | Total |
| ------------------------------- | ----------- | -------- | ------ | ---------------- | ----- |
| 3 de 9 sense folre              | —           | —        | 1      | 1                | 2     |
| 3 de 10 amb folre i manilles    | —           | 1        | —      | 1                | 2     |
| 2 de 8 sense folre              | 2           | —        | —      | —                | 2     |
| 4 de 9 sense folre              | —           | 1        | —      | 1                | 2     |
| 3 de 9 amb folre i l'agulla     | 1           | —        | —      | 1                | 2     |
| 4 de 9 amb folre i l'agulla     | —           | —        | 1      | —                | 1     |
| 5 de 9 amb folre                | 1           | —        | —      | 1                | 2     |
| Pilar de 8 amb folre i manilles | 2           | —        | —      | —                | 2     |
| 2 de 9 amb folre i manilles     | 1           | —        | —      | —                | 1     |
| 9 de 8                          | 1           | —        | —      | —                | 1     |
| 3 de 9 amb folre                | 1           | —        | —      | 2                | 3     |
| 4 de 9 amb folre                | 1           | —        | —      | —                | 1     |
| Pilar de 6                      | 1           | —        | —      | —                | 1     |
| Total                           | 11          | 2        | 2      | 7                | 22    |
| Percentatge                     | 50,0%       | 9,1%     | 9,1%   | 31,8%            | 100%  |

### Per colla
La següent taula mostra els castells i pilars de mèrit intentats per cadascuna de les colles amb relació a la dificultat que tenen, ordenats de major a menor dificultat. En aquesta taula no es comptabilitzen els peus desmuntats.

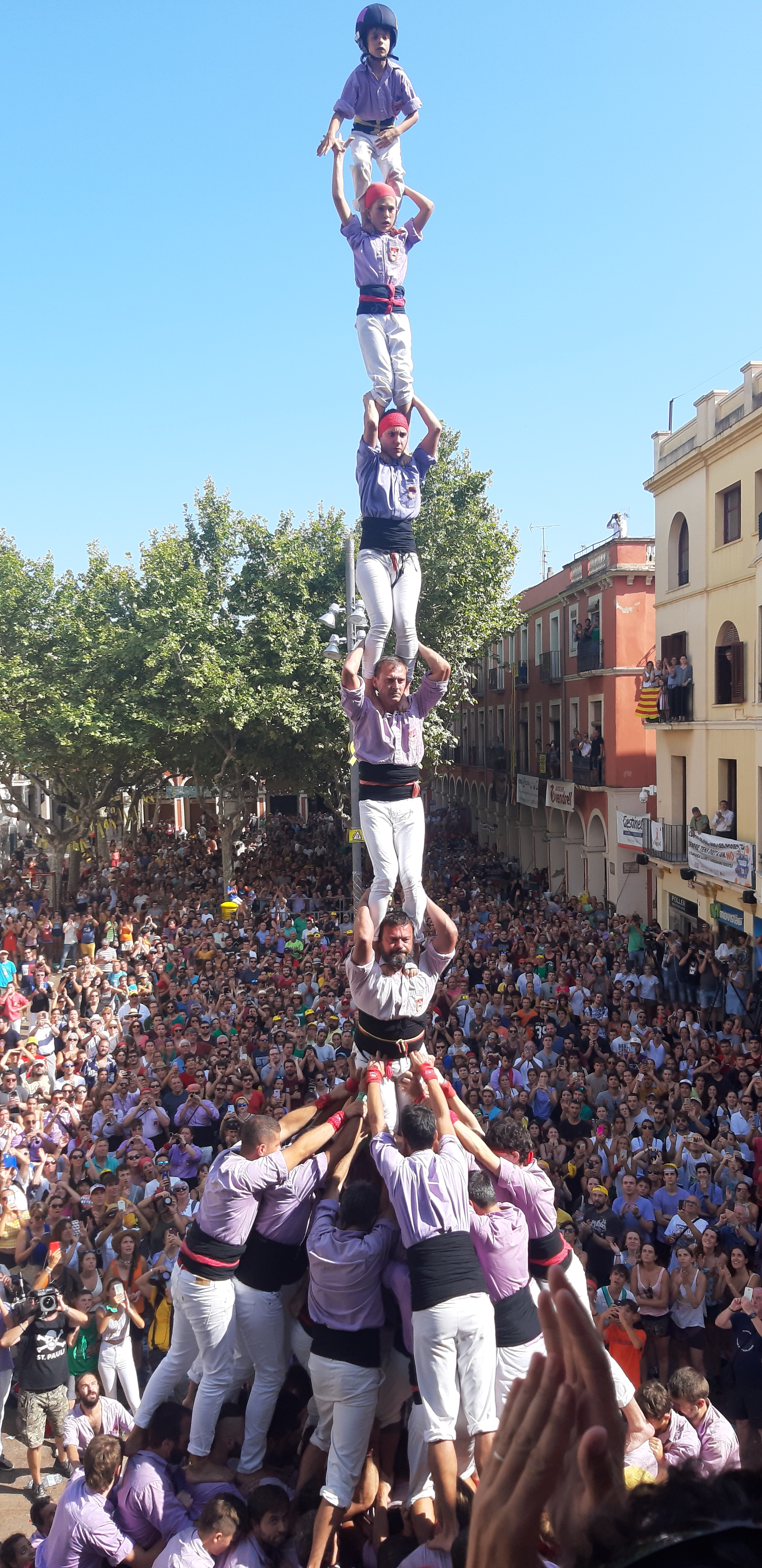
Pilar de 8 amb folre i manilles descarregat per la Colla Jove Xiquets de Tarragona a la Diada de Sant Fèlix 2019 de la Festa Major de Vilafranca del Penedès.

| Colla                             | 3d9sf | 3d10fm | 2d8sf | 4d9sf | 3d9fa | 4d9fa | 5d9f  | P8fm | 2d9fm | 9d8 | 3d9f   | 4d9f | P6 |
| --------------------------------- | ----- | ------ | ----- | ----- | ----- | ----- | ----- | ---- | ----- | --- | ------ | ---- | -- |
| Colla Jove Xiquets de Tarragona   |       | ID     |       |       |       | I     |       | D    |       | D   | D      | D    |    |
| Colla Vella dels Xiquets de Valls |       |        | D     | C     |       |       | ID, D |      |       |     |        |      | D  |
| Colla Joves Xiquets de Valls      | ID, I |        | D     |       |       |       |       |      |       |     | ID, ID |      |    |
| Castellers de Vilafranca          |       | C      |       | ID    | ID, D |       |       | D    | D     |     |        |      |    |